# بلسیس
بِلِسیس در سدهٔ چهارم پیش از میلاد ساتراپ سوریه در دوران شاهنشاهی هخامنشی بود.
بلسیس در سرکوب شورش صیدا در سال ۳۵۱ پیش از میلاد شرکت داشت. پس از شکست اردشیر سوم در لشکرکشی نخستش به مصر، فنیقیه از حکومت ایران استقلال یافت. اردشیر به بلسیس و مزئوس، ساتراپ کیلیکیه، دستور داد تا حمله‌ای را علیه صیدا آغاز کرده و پس از تصرف شهر، فنیقیه مجدداً تحت کنترل خود نگه دارند. اما هر دو ساتراپ از تنس، شاه صیدون شکست خوردند. وی از ۴۰٫۰۰۰ مزدور یونانی که نکتانبو دوم برای او فرستاده بود بهره می‌برد. سرانجام اینکه نتیجهٔ نبرد چنین بود که نیروهای ایرانی از فنیقیه بیرون رانده شدند.